# سوفیا براهه
سوفیا (یا سوفی) تات لانگه (née براهه؛ ۲۴ اوت ۱۵۵۹ یا ۲۲ سپتامبر ۱۵۵۶ – ۱۶۴۳) دانشمند اشرافی دانمارکی، باغبان و پژوهشگر نجوم، شیمی و پزشکی بود. او خواهر تیکو براهه، ستاره‌شناس سرشناس دانمارکی بود و در برخی از مهم‌ترین مشاهدات نجومی سده ۱۶ اروپا همکاری مستقیم داشت.

## زندگی
سوفیا براهه در قلعه کنتستروپ در منطقه اسکانیا به دنیا آمد. آن زمان این منطقه متعلق به دانمارک بود، اما پس از ۱۶۵۸ به سوئد واگذار شد.
پدرش، اوتِ براهه، مشاور دربار پادشاه دانمارک (ریگس‌راد) بود و مادرش بیاته بیله براهه نیز ریاست امور داخلی کاخ سلطنتی را بر عهده داشت. سوفیا کوچک‌ترین فرزند خانواده‌ای ده‌فرزندی بود. اگرچه تیکو براهه، برادر بزرگ‌ترش، بیش از ده سال از او بزرگ‌تر بود و در خانه‌ای جدا تربیت شد، اما رابطه‌ای عمیق میان آن‌ها شکل گرفت. هر دو به علم و دانش علاقه‌مند بودند و در برابر باورهای محافظه‌کارانه‌ اشرافیت که علم را نازیبا می‌دانست، ایستادگی می‌کردند.
سوفیا در سال ۱۵۷۹ با اوتو تات، یک اشراف‌زاده ۳۳ ساله، ازدواج کرد. حاصل این ازدواج پسری به نام تاگه تات بود که در ۱۵۸۰ متولد شد. اوتو در ۱۵۸۸ درگذشت و سوفیا سرپرستی املاک شوهرش در اریکشولم (امروزه قلعه ترولهولم) را بر عهده گرفت و تا بزرگ‌سالی پسرش، با درایت آن را اداره کرد.
در همین دوره، سوفیا به باغبانی، شیمی و پزشکی علاقه‌مند شد. او نظریات پاراسلسوس را در زمینه درمان با دوزهای اندک سموم مطالعه کرد و مهارت‌هایش را برای درمان فقرا به‌کار برد. با وجود محدودیت‌های آن دوران برای زنان در تحصیلات رسمی پزشکی، او در این زمینه فعال بود.

## ازدواج دوم
در اورانینبورگ، رصدخانه خصوصی تیکو، سوفیا با اریک لانگه آشنا شد؛ کیمیاگری اشراف‌زاده اما فقیر. عشق آن‌ها در شرایط دشوار مالی شکل گرفت و طی سال‌ها با فاصله‌های طولانی ادامه یافت. تیکو براهه در سال ۱۵۹۴ شعری لاتین با عنوان اورانیا تیتانی به‌عنوان نامه‌ای عاشقانه از سوفیا به اریک سرود، و او را همچون الهه نجوم و اریک را تیتانی افسانه‌ای به تصویر کشید.
ازدواج آن‌ها در سال ۱۶۰۲ در اکرن‌فورده شکل گرفت؛ اما زندگی‌شان با فقر شدید همراه بود. در نامه‌ای به خواهرش، سوفیا از پوشیدن جوراب سوراخ در مراسم ازدواجش گلایه کرده بود. لانگه در ۱۶۱۳ درگذشت و سوفیا به دانمارک بازگشت.

## فعالیت علمی

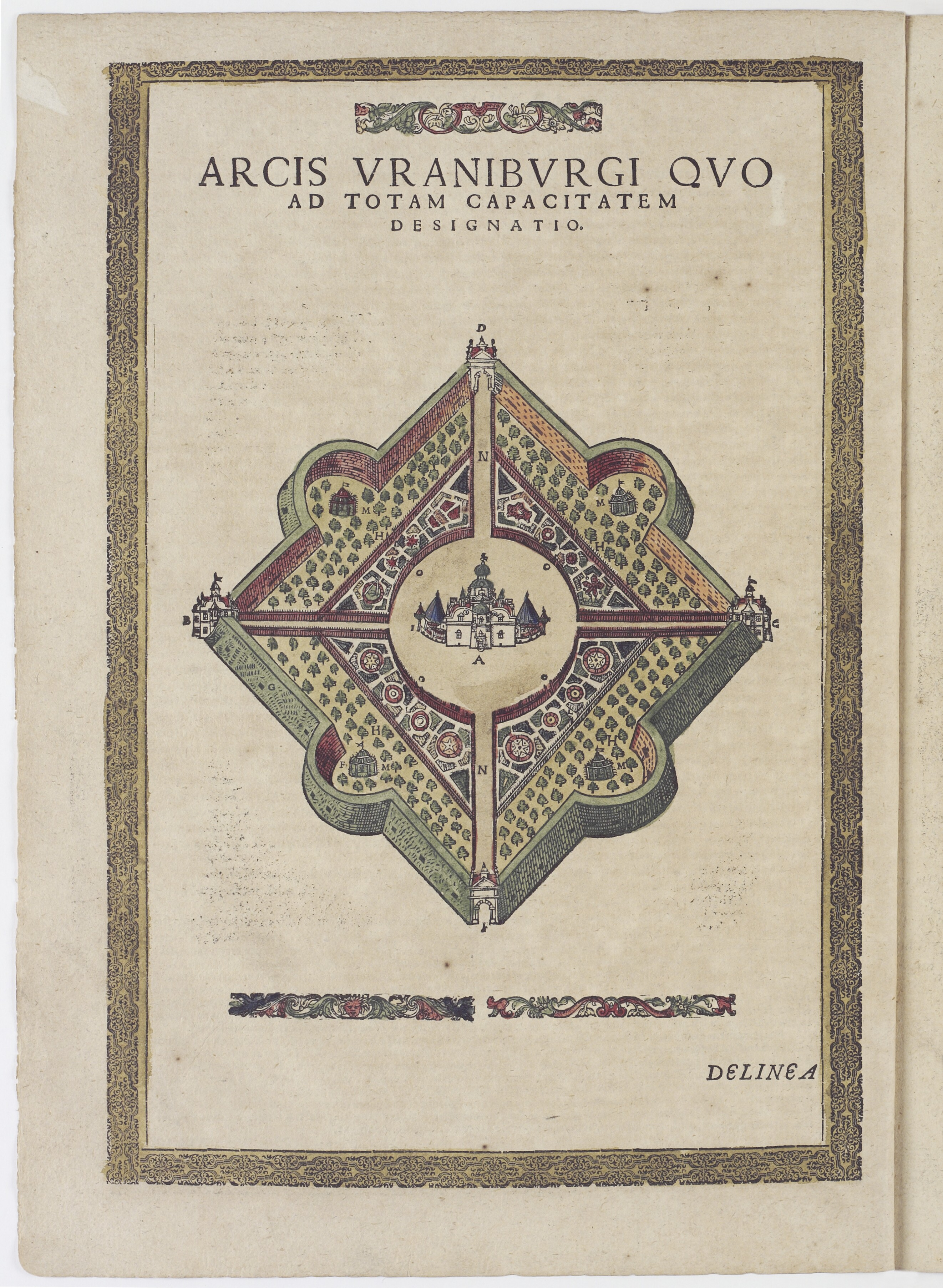
رصدخانه اورانینبورگ، محل همکاری تیکو و سوفیا براهه

سوفیا بدون آموزش رسمی، به‌طور خودآموخته به مطالعه نجوم پرداخت. تیکو ابتدا او را از ورود به این حوزه بازمی‌داشت، اما او با ترجمه آثار لاتین و مطالعه متون آلمانی به درک عمیقی از نجوم دست یافت.
او در ۱۱ نوامبر ۱۵۷۲ به تیکو در رصد یک ابرنواختر (امروزه SN 1572) کمک کرد و در ۸ دسامبر ۱۵۷۳ نیز در ثبت خسوف ماه مشارکت داشت. این مشاهدات نقشی کلیدی در تضعیف مدل زمین‌مرکزی داشتند و پایه‌گذار تحول نجوم مدرن شدند.
با گذر زمان، تیکو مسئولیت برخی محاسبات طالع‌بینی را به سوفیا واگذار کرد. با اینکه بیشتر اطلاعات و داده‌های علمی پس از مرگ تیکو به شاگردش یوهانس کپلر رسید، نقش سوفیا در گردآوری این داده‌ها بسیار مهم بود. بسیاری معتقدند پژوهش‌های او، به‌طور غیرمستقیم زمینه‌ساز کشفیات ایزاک نیوتن شد.

## اورانیا تیتانی
اورانیا تیتانی شعری حماسی به زبان لاتین بود که تیکو در سال ۱۵۹۴ نوشت. این شعر به شکل نامه‌ای از سوفیا به نامزدش اریک نوشته شده بود و از قالب شاعرانه اوویدی بهره می‌برد. برخی معتقدند خود سوفیا نیز در نگارش شعر نقش داشته است.
در این شعر، سوفیا به عنوان اورانیا، میوز نجوم در اسطوره‌های یونانی، تصویر شده است و عشق، دانش، رنج و تنهایی را به زیبایی به تصویر می‌کشد.

## شجره‌نامه‌نگاری
یکی از دستاوردهای ماندگار سوفیا، تدوین شجره‌نامه ۶۰ خانواده اشرافی دانمارکی بود. نخستین نسخه آن در سال ۱۶۰۰ و نسخه نهایی در ۱۶۲۶ نوشته شد. این اثر حاوی مکاتبات، اسناد خانوادگی و تاریخچه نسب‌هاست و منبعی مهم برای تاریخ‌نگاری دانمارک به شمار می‌رود.

## مرگ و میراث
سوفیا در سال ۱۶۴۳ در هلسینگور درگذشت و در تورلوسا، جنوب سوئد کنونی، به خاک سپرده شد. قبر او هنوز در محل سابق کلیسای خانوادگی تات پابرجاست.
شاعر یوهان ال. هیبرگ درباره‌اش نوشت: «دانمارک نباید زنی شریف را فراموش کند که بیش از گوشت و استخوان، در روح و اندیشه، خواهر تیکو براهه بود. ستاره درخشان آسمان دانمارک، حقیقتاً دوگانه است.»

### مطالعه بیشتر
- "Sophie Brahe: Brev til Margrethe Brahe". Det Kongelige Bibliotek.
- Ogilvie, Marilyn (1986). "Brahe, Sophia". Women in Science: Antiquity through Nineteenth Century. MIT Press. pp. 46. ISBN 0-262-65038-X.
- Zeeberg, Peter (1994). Tycho Brahes "Urania Titani" : et digt om Sophie Brahe. København: Museum Tusculanums Forlag. ISBN 8772892781.